# Moina macrocopa
Moina macrocopa är en kräftdjursart som först beskrevs av Hercule Eugène Straus 1820.  Moina macrocopa ingår i släktet Moina och familjen Moinidae.

## Underarter
Arten delas in i följande underarter:
- M. m. macrocopa
- M. m. americana